# 國際地球參考系統
國際地球參考系統（英語：International Terrestrial Reference System, ITRS）描述了如何創建適合使用的參考系應用於地球表面或接近表面的測量過程。這是以很多的物理標準做為敘述，創建出一組可能的現實化標準的相同過程。ITRS定義了一個大地測量的座標系統 ，作為SI的測量系統。
國際地球參考框架（英語：International Terrestrial Reference Frame, ITRF）是國際地表參考系統的實現。新的ITRF解決方案每隔數年就會使用最新的數學和測量方法，盡可能的實現ITRS的精確度。由於實驗誤差，任何給定的ITRF與其它的ITRF都會有些微的差異。同樣的，最新的世界大地測量系統和最新的ITRF也有幾釐米的差異。
實際的導航系統都會引用特定的ITRF解決方案，或是參考某一個ITRF解決方案予以修改作為自己的座標系統。
ITRS和ITRF的問題和維護都由IERS負責。

## 外部連結
- What is ITRF?（页面存档备份，存于）
- IERS International Terrestrial Reference System page
- IERS International Terrestrial Reference Frame page